# 加徳山
加徳山（カドクサン、朝: 가덕산）は、江原特別自治道春川市及び京畿道加平郡にまたがる山。